# Förderkreis Alte Kirchen Berlin-Brandenburg

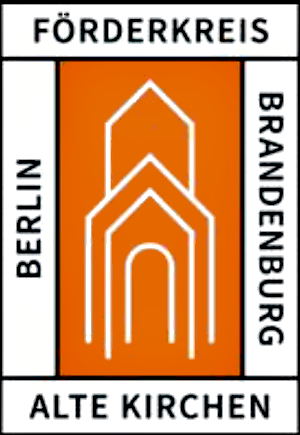
Vereinszeichen Förderkreis Alte Kirchen Berlin Brandenburg e. V.

Der Förderkreis Alte Kirchen Berlin-Brandenburg ist ein gemeinnütziger Verein, der sich seit 1990 für den Erhalt und Wiederherstellung alter gefährdeter Kirchen in Berlin und Brandenburg einsetzt.

## Organe des Vereins, Sitz

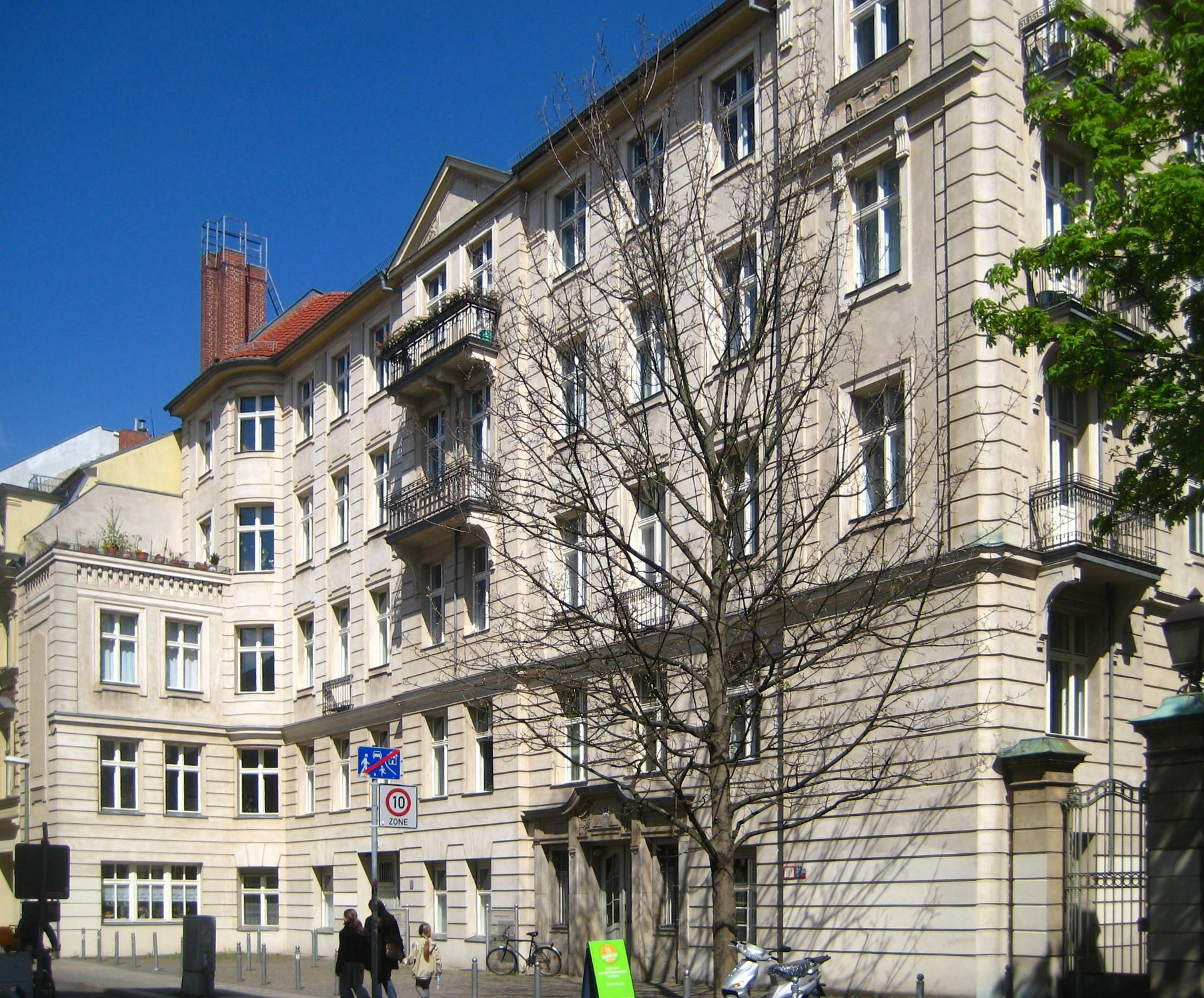
Sitz des Vereins in der Großen Hamburger Straße

Die Organe des Vereins sind die Mitgliederversammlung, der Vorstand sowie ein Beirat. Während der Vorstand aus mindestens drei Mitgliedern bestehen muss, sind für den Beirat mindestens fünf Mitglieder vorgesehen. Deren Arbeit ist ehrenamtlich.
Der Verein hat sein Satzungsrecht genutzt, um zur Führung der laufenden Geschäfte einen Geschäftsführer zu bestellen. Vom Jahr 2000 bis zu seinem Tod im Jahr 2023 war dies Bernd Janowski, der 2006 für seine Arbeit die Paul-Gerhardt-Medaille der EKBO sowie 2011 das Bundesverdienstkreuzes erhielt. Postum erhielt er am 14. September 2023 den Brandenburgischen Denkmalpreis 2023 verliehen. Seine Nachfolge trat am 1. September 2023 Anne Haertel an, eine Diplom-Sozialpädagogin und studierte Sozialmanagerin, die außerdem eine Ausbildung zur Journalistin absolviert hat.
Der Verein hat seinen Sitz in der Großen Hamburger Straße 31 in Berlin-Mitte.

## Ziele und Aufgaben

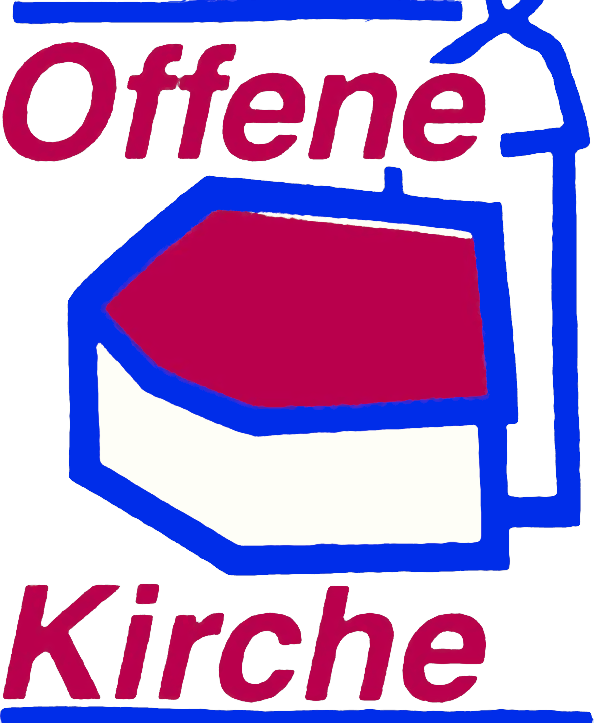
Hinweisschild für Offene Kirchen in Brandenburg und Berlin

Laut Satzung setzt sich der Förderkreis für alte gefährdete „Kirchen im Land Brandenburg und im Zuständigkeitsbereich der Evangelischen Kirche Berlin-Brandenburg-schlesische Oberlausitz (EKBO) sowie ihrer ortsbildprägenden Umgebung sowie von Synagogen und jüdischen Gedenkorten im Sinne der Denkmalschutzgesetze“ ein. Dazu können „gemeinnützige Vereine und Institutionen, die sich für diesen Zweck einsetzen, gefördert sowie kulturelle und Benefiz-Veranstaltungen durchgeführt werden“.

## Regionalbetreuung
Mit den Regionalbetreuern vom Förderkreis haben die Kirchengemeinden und Kirchen-Fördervereine Ansprechpartner in ihrer Region.

## Geschichte und Wirken

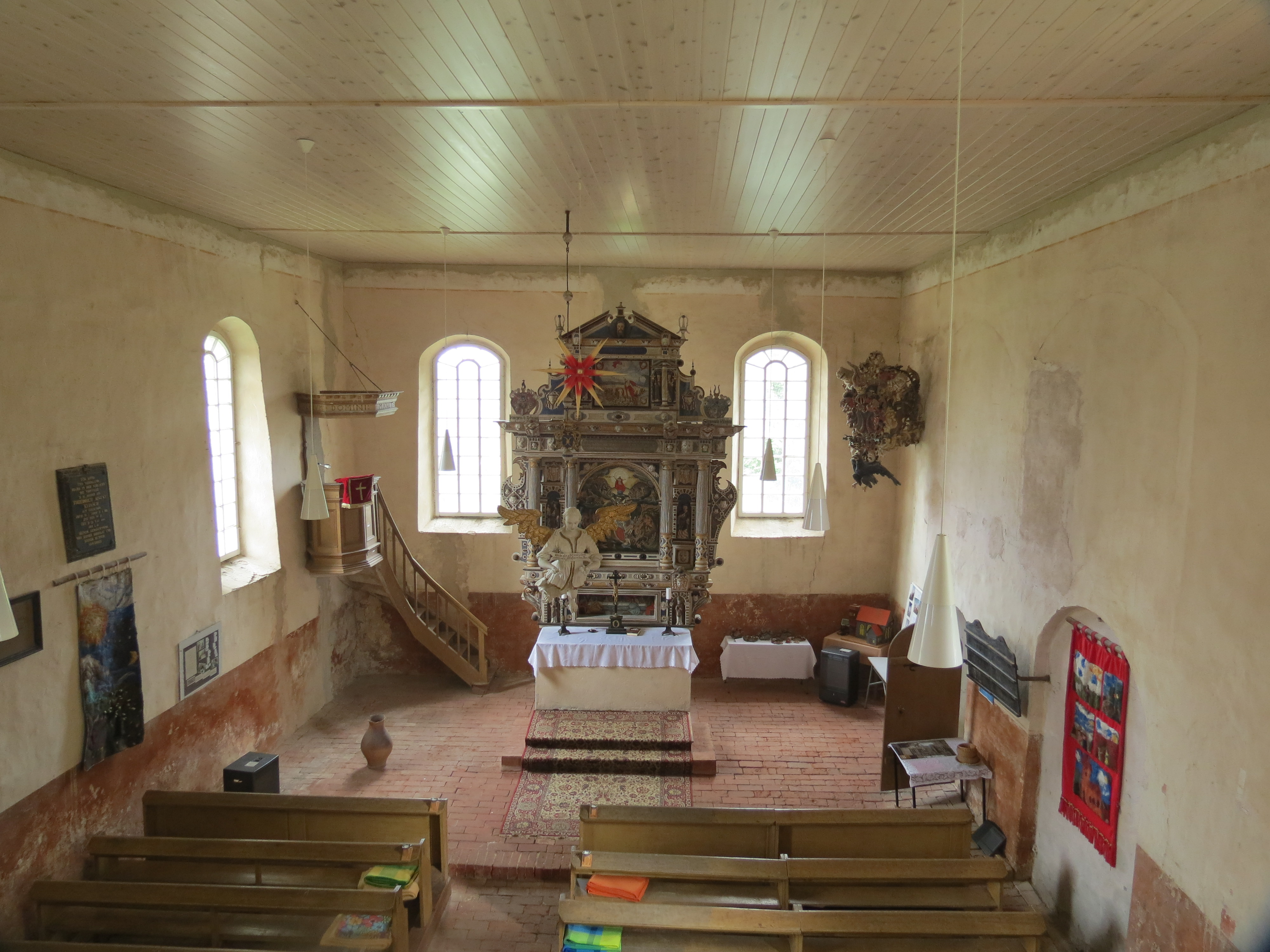
Dorfkirche Laubst mit saniertem Altarretabel

Am 4. Mai 1990 trafen sich rund 30 Personen im Club der Kulturschaffenden, um einen Verein zu gründen, der sich unter dem Motto Gefährdete Kirchen. Retten – Erhalten – Nutzen um die Instandsetzung und Sanierung von Sakralbauten kümmern sollte. Aus dieser Initiative ging der Förderkreis Alte Kirchen Berlin-Brandenburg hervor. Er hat von 2002 bis 2020 annähernd 100 Kirchenbauvereine in ihrer Gründungsphase mit einem Startkapital von jeweils 2500 Euro unterstützt. Seit dem Jahr 2000 ist er Träger des Projektes „Offene Kirchen“ – für Gudrun Janicke von den Potsdamer Neueste Nachrichten ein „bundesweit einmaliges“ Projekt.
2006 stellte das Brandenburgische Landesamt für Denkmalpflege und Archäologische Landesmuseum (BLDAM) in einer Bestandsaufnahme aller Engel in Berlin und Brandenburg fest, dass ein erheblicher Handlungsbedarf bestand. Ab 2009 rief das BLDAM gemeinsam mit der EKBO und dem Förderverein unter dem Motto Menschen helfen Engeln zu einer Spendenaktion auf. In drei Jahren wurden mehr als 80.000 Euro eingeworben, mit denen mehr als 25 Taufengel restauriert und überwiegend an ihren ursprünglichen Platz gebracht werden konnten – so beispielsweise in der Dorfkirche Niebendorf im Landkreis Teltow-Fläming oder der Dorfkirche Wismar im Landkreis Uckermark.
Nach drei erfolgreichen Jahren wurde die Aktion unter dem Motto Vergessene Kunstwerke brauchen Hilfe fortgesetzt. Laut Werner Ziems, Amtsrestaurator des BLDAM, sollte mit der Aktion erreicht werden, dass die verschiedensten „Ausstellungsstücke einen Querschnitt der Problematik aufzeigen“. Andererseits sollte auch bei akuten Schäden eine kurzfristige Hilfestellung möglich sein. So wurde in der Dorfkirche Dedelow beispielsweise das Altarretabel gesichert, ebenso im Jahr 2012 in der Dorfkirche Laubst. Die geförderten Projekte werden dabei jährlich der Öffentlichkeit vorgestellt.
Bis 2020 wurden rund 165.000 Euro für die Restaurierung unterschiedlichster Elemente der Kirchenausstattung eingesetzt, zum Beispiel der Taufständer der Dorfkirche Jühnsdorf.

## Musikschulen öffnen Kirchen

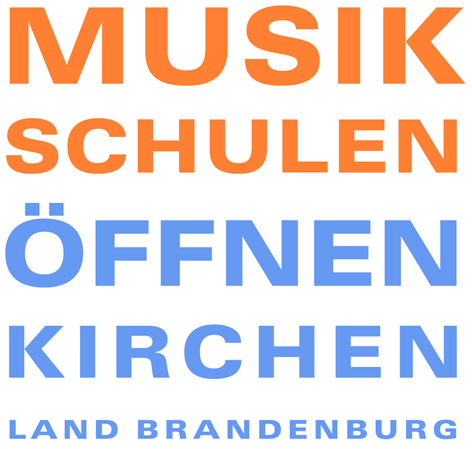
Musikschulen öffnen Kirchen

Im Jahr 2007 wurde zusammen mit dem Verband der Musik- und Kunstschulen Brandenburg die Veranstaltungsreihe Musikschulen öffnen Kirchen ins Leben gerufen. Sie hat zum Ziel, alte Kirchen im Land Brandenburg zu „beleben“. Dabei treten junge Musiker ohne Honorar in den Kirchengebäuden auf und tragen mit den Spenden dazu bei, „Orgeln zu restaurieren oder andere Sanierungen vorzunehmen“. Jährlich finden etwa 70 Konzerte in Dorf- und Stadtkirchen statt; um das Eröffnungskonzert können sich interessierte Landkreise bewerben. Katja Bobsin, Musikpädagogin und Referentin für Öffentlichkeitsarbeit und Fortbildung beim Verband der Musik- und Kunstschulen Brandenburg wies darauf hin, dass die Veranstaltung „selbstbewusst“ zeige, dass der ländliche Raum keineswegs „abgehängt“ sei. Vielmehr übernähmen die Veranstaltungen die Rolle eines kulturellen „Nahversorgers“ in der Region. Daneben beteiligt sich der Förderverein am Projekt Theater in der Kirche.

## Stiftung Brandenburgische Dorfkirchen
Im Jahr 2008 gründete der Förderverein die Stiftung Brandenburgische Dorfkirchen mit einem Stiftungskapital von 640.000 Euro. Das Kapital, rund 12.000 Euro jährlich, soll in die Arbeit des Fördervereins fließen.

## Blühende Dorfkirchen
Im Jahr 2021 schrieb der Förderkreis einen zweistufigen Wettbewerb zum Thema Blühwiesen aus. Von den 18 Bewerbungen wurden zehn Partner für die Durchführung des Projektes unter der Schirmherrschaft von Axel Vogt, Leiter des Ministeriums für Landwirtschaft, Umwelt und Klimaschutz des Landes Brandenburg ausgewählt. Acht der zehn Partner hielten die geforderten zwei Vegetationsperioden durch und förderten in ihren Regionen die Gemeindepädagogik, die Auseinandersetzung mit den Folgen des Klimawandels, aber auch die Aufstellung von Vogel- und Insektentränken. Eine Jury prämierte anschließend drei Gewinner: die Kirchengemeinde in Golzow-Planebruch erhielt 2.500 Euro, die Kirchengemeinde in Friedersdorf-Kablow erhielt 2.000 Euro und die Kirchengemeinde Temmen zusammen mit einer Initiativgruppe des NABU 1.500 Euro. Die fünf weiteren Teilnehmer bekamen als Anerkennung jeweils 360 Euro.

## Ehrungen

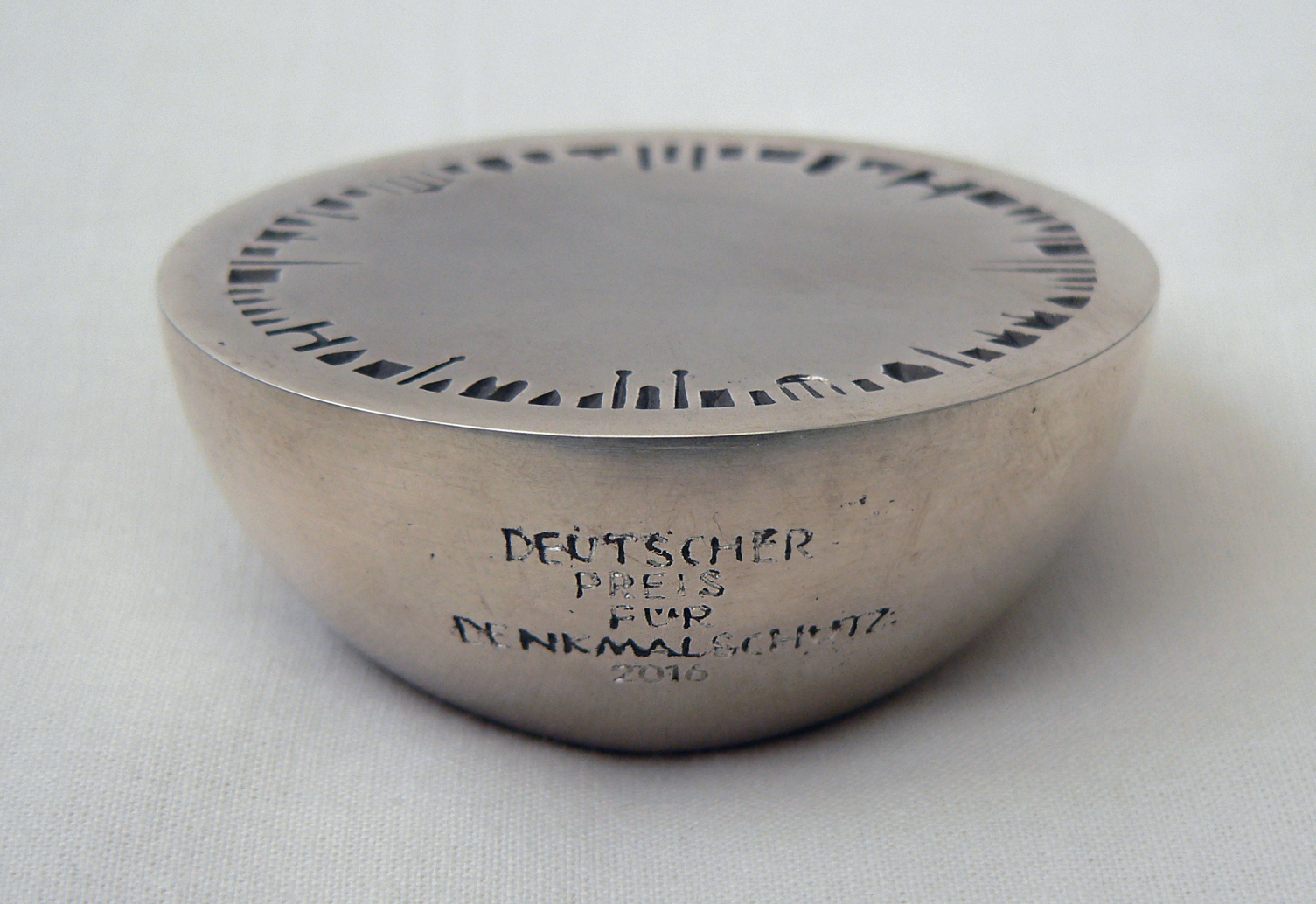
Silberne Halbkugel

Im Jahr 2013 erhielt der Förderverein den Denkmalschutzpreis Silberne Halbkugel des Deutschen Nationalkomitees für Denkmalschutz. Die Würdigung wurde verliehen „für sein herausragendes Engagement, seine Beharrlichkeit und die vielen kreativen Ideen, mit denen er Spendengelder für zahlreiche Bau- und Restaurierungsprojekte akquiriert. Mit Hilfe einer Wanderausstellung über die gefährdete Gattung der Dorfkirchen sensibilisiert auch jenseits regionaler Grenzen und setzt wesentliche Impulse. Als Bindeglied zwischen Kirche, staatlicher Denkmalpflege und organisierter Bürgergesellschaft hat er inzwischen die Rolle eines Dachverbandes inne.“
Im Jahr 2019 wurde der Verein gemeinsam mit dem Verein Checkpoint Bravo mit dem Berlin-Brandenburg-Preis 2019 ausgezeichnet. Der undotierte Preis wird an Projekte verliehen, „bei denen sich Menschen für Bauwerke, Denkmäler und Parkanlagen engagieren“. Der Chefredakteur des RBB, Christoph Singelnstein hob in seiner Laudatio hervor, dass der Verein die Gründung von 100 lokalen Vereinen unterstützt habe. Damit werde „Kultur zurück aufs Dorf“ gebracht. Die künftige Arbeit des Vereins will sich neben der Rettung gefährdeter Kirchen auch zunehmend auf deren soziokulturelle Nutzung konzentrieren.

## Veröffentlichungen
Der Förderkreis gibt verschiedene Veröffentlichungen heraus:
- Dreimal jährlich erscheint das Mitteilungsblatt Alte Kirchen
- Mindestens einmal pro Monat erscheint ein Infobrief. Darin wird in der Regel eine „Dorfkirche des Monats“ sowie ein Buchtipp vorgestellt.
- Jährlich erscheint die Broschüre Offene Kirchen mit einem Verzeichnis aller geöffneten Kirchen im Wirkungsbereich des Vereins
- Förderkreis Alte Kirchen Berlin-Brandenburg e. V. (Hrsg.): Von Berlin nach Wilsnack. Ein kulturhistorischer Wegbegleiter zu den Stationen einer vergessenen Wallfahrt, 1. Auflage, 2005, Druckerei Blankenburg, S. 48

## Auszeichnungen (Auswahl)

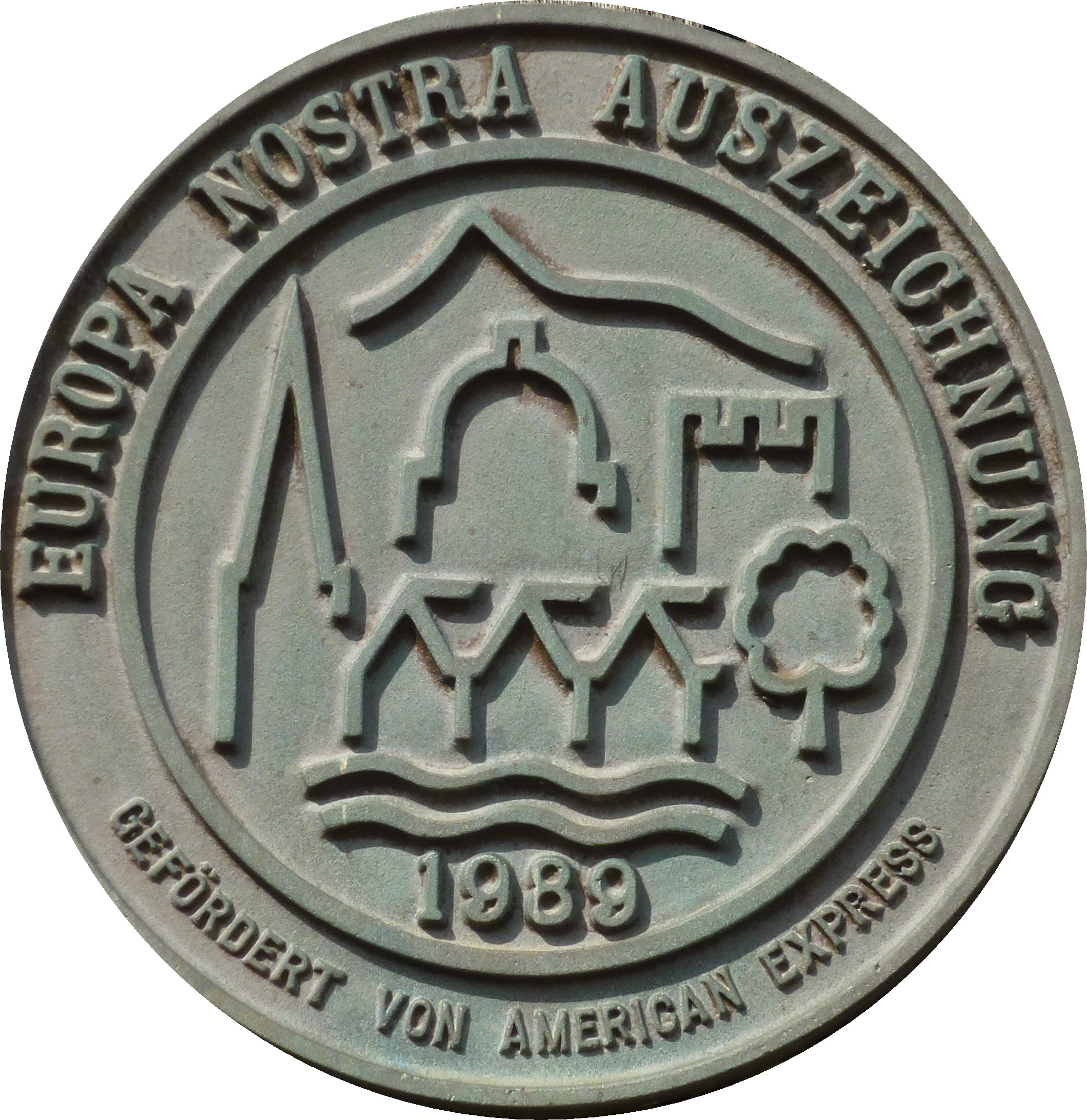
Europa-Nostra-Auszeichnung

- 2002: Brandenburgischer Denkmalpflegepreis
- 2003: Diplom zum Preis der Europäischen Union für das kulturelle Erbe „Europa-Nostra-Preis 2003“
- 2013: Silberne Halbkugel, Deutsches Nationalkomitee für Denkmalschutz
- 2015: Sonderpreis für Zivilcourage und Gemeinsinn, Tourismus-Marketing Brandenburg
- 2019: Berlin-Brandenburg-Preis